# Lotilaner
Lotilaner ist ein synthetischer Wirkstoff aus der Gruppe der Antiparasitenmittel. Er hat eine akarizide (milben- und zeckenabtötende) und insektizide (insektenabtötende) Wirkung und wird in der Tier- und Humanmedizin als Arzneimittel eingesetzt.
Chemisch gehört Lotilaner zu den Isoxazolinen, pharmakologisch zu den Inhibitoren des GABA-gesteuerten Chloridkanals.

## Anwendungsgebiete

### Tiermedizin
In der EU ist Lotilaner seit 2017 als Kautablette (Präparatename Credelio) zur Behandlung von Floh- und Zeckenbefall bei Hunden, seit 2018 zusätzlich bei Katzen zugelassen. Der Wirkstoff wird aus dem Magen-Darm-Trakt der Tiere systemisch resorbiert und wirkt erst, nachdem die Parasiten sich am Wirtstier angeheftet und mit der Nahrungsaufnahme begonnen haben. Lotilaner ist wirksam gegen Flöhe (Ctenocephalides felis und Ctenocephalides canis) und gegen die Zeckenarten Dermacentor reticulatus, Ixodes hexagonus, Ixodes ricinus, Rhipicephalus sanguineus. Flöhe werden vor der Eiablage abgetötet und somit der Vermehrungszyklus unterbrochen und eine Kontamination der Umgebung verhindert. Lotilaner kann auch als Teil der Behandlungsstrategie zur Kontrolle der allergischen Flohdermatitis (FAD) eingesetzt werden.
Die Substanz wird rasch resorbiert und ist einen Monat lang wirksam. Die Ausscheidung erfolgt überwiegend über die Gallenflüssigkeit (biliär). Die terminale Plasmahalbwertszeit beträgt rund 4 Wochen.
| Wirkungseintritt    | Hunde                  | Katzen                  |
| Max. Plasmaspiegel  | innerhalb 2 Stunden    | innerhalb 4 Stunden     |
| Abtötung von Flöhen | innerhalb 4–6 Stunden  | innerhalb 8–12 Stunden  |
| Abtötung von Zecken | innerhalb 8–48 Stunden | innerhalb 18–24 Stunden |

Als Nebenwirkungen wurden nach dem Inverkehrbringen in sehr seltenen Fällen leichte gastrointestinale Effekte (Erbrechen, Durchfall, Appetitlosigkeit) und Benommenheit, bei Hunden auch neurologische Störungen wie Zittern oder Bewegungsstörungen, berichtet, die üblicherweise ohne weitere Behandlung vergehen.

### Humanmedizin

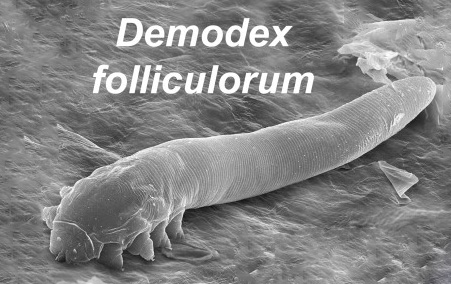
Haarbalgmilbe

Für die Anwendung am Menschen ließ die US-Behörde FDA im Juli 2023 Augentropfen mit Lotilaner (Handelspräparat Xdemvy) für die Behandlung der Demodex-Blepharitis zu, einer durch Haarbalgmilben (Demodex) verursachten Lidentzündung. In den USA sind 25 Millionen Menschen von dieser Erkrankung betroffen. Die Anwendung erfolgt über 6 Wochen. Der Preis lag im Juni 2024 bei circa 2.000 $ für eine Behandlung (10 ml). Die Zulassung stützt sich auf die Daten der Studien Saturn-1 und Saturn-2 mit insgesamt 833 Patienten. In den Studien war der primäre Endpunkt die weitgehende Beseitigung von Kollaretten (Wimpernanhaftungen aus teilweise verdauten Epithelzellen, Milbenabfällen und -eiern) am Oberlid, die unter Lotilaner signifikant besser war gegenüber Placebo. Darüber hinaus kam es zur signifikanten Verbesserung bei der Milbeneradikation und der Abheilung des Erythems. Als häufigste unerwünschte Wirkungen traten ein Stechen und Brennen am Auge auf.

## Wirkungsmechanismus
Lotilaner hemmt antagonistisch und nicht kompetitiv ligandengesteuerte Chloridkanäle (überwiegend GABA-Rezeptoren, in geringem Ausmaß auch Glutamat-Rezeptoren) bei Arthropoden (Gliederfüßern).
Der prä- und postsynaptische Transfer von Chloridionen durch die Zellmembran wird unterbunden, was zu einer irreversiblen und spastischen Lähmung der Parasiten führt, die rasch absterben.
Lotilaner zeigt in den therapeutisch verwendeten Konzentrationen an den Chloridkanälen von Säugetierzellen in vitro keine messbare Wirkung.

## Sonstiges
Lotilaner hat ein chirales C-Atom und ist in der S-Form pharmakologisch aktiv. Es war nach Afoxolaner, Fluralaner und Sarolaner das vierte tiermedizinisch zugelassene Isoxazolin-Ektoparasitikum und wurde von Elanco Animal Health entwickelt. In der Humanmedizin ist es das erste therapeutisch einsetzbare Antiparasitikum bei Demodex-Blepharitis.

## Handelsnamen
Tiermedizin
- Monopräparate: Credelio (EU), AdTab (EU)
- In fixer Kombination mit Milbemycinoxim: Credelio Plus (EU)

Humanmedizin
Xdemvy (USA)